# 司法書士法人杉山事務所
司法書士法人杉山事務所（しほうしょしほうじんすぎやまじむしょ）は、日本の司法書士事務所で、大阪府大阪市で開業。
現在は、大阪市、東京都新宿区、福岡県福岡市、広島県広島市、岡山県岡山市、北海道札幌市でオフィスを運営している。

## 概要
開設以降、杉山一穂が代表を務めている。